# Митскюла
Ми́тскюла (ест. Mõtsküla) — село в Естонії, у волості Аг'я повіту Пилвамаа.

## Населення
Чисельність населення на 31 грудня 2011 року становила 66 осіб.

## Географія
Через село проходить автошлях 141 (Козова — Воорекюла), який починається від автошляху 45 (Тарту — Ряпіна — Вярска).